# Henry Burrows
Henry Burrows was een Engelse golfprofessional in de jaren rond de Eerste Wereldoorlog. Hij speelde op de oude Doornse Golf Club, de voorloper van de Pan.
Burrows was van 1910-1920 professional op de Doornsche. Daarna ging hij naar België en werkte in Antwerpen en Waterloo. Van 1927 - 1929 was hij professional op de De Voornsche. Burrows was getrouwd met Cato van Essen. 

## Gewonnen
- 1915: Gerry del Court van Krimpen won het Dutch Open als amateur op de Haagsche, maar Burrows was de beste professional
- 1918: Florent Gevers won het Dutch Open als amateur op de Doornsche Golf Club, maar Burrows was de beste professional
- 1920: Dutch Open op de Kennemer Golf & Country Club; de baan lag toen nog op een terrein van de familie Cremer van het landgoed Duin en Kruidberg.
- 1921: Dutch Open op de Domburgsche Golf Club;
- 1923: Dutch Open op de Hilversumsche Golf Club.

De trofee was in die tijd een wisselbeker, dus Burrows mocht de beker in 1923 behouden en er werd een nieuwe beker beschikbaar gesteld. Ter gelegenheid van het 90ste Open en ook het 90-jarig bestaan van de Kennemer wordt hij tijdens het Open in 2009 in het Promodorp tentoongesteld.